# Air Inuit
Pour les articles homonymes, voir AIE.
Laissez-nous vous y amener...

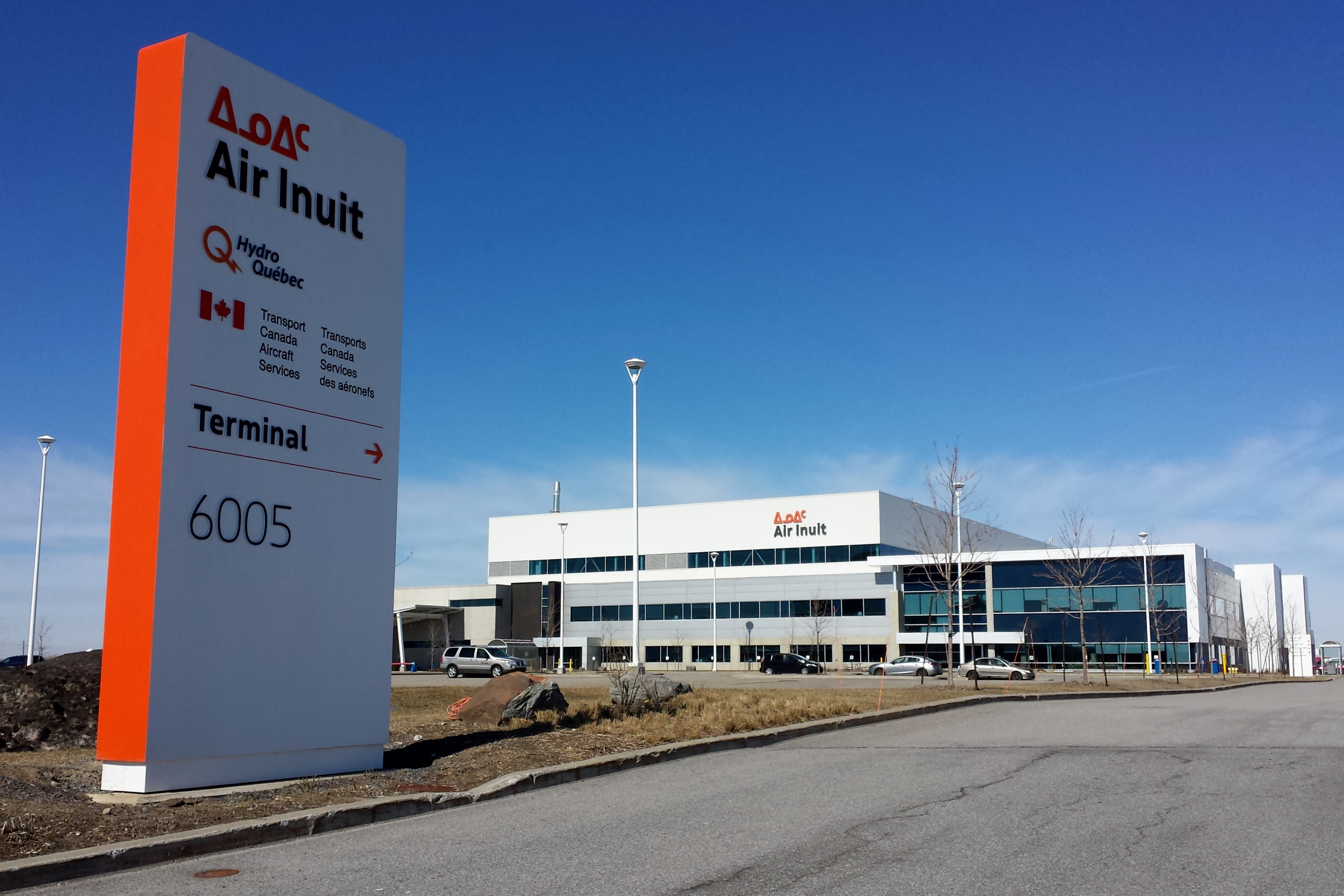
Siège social d'Air Inuit

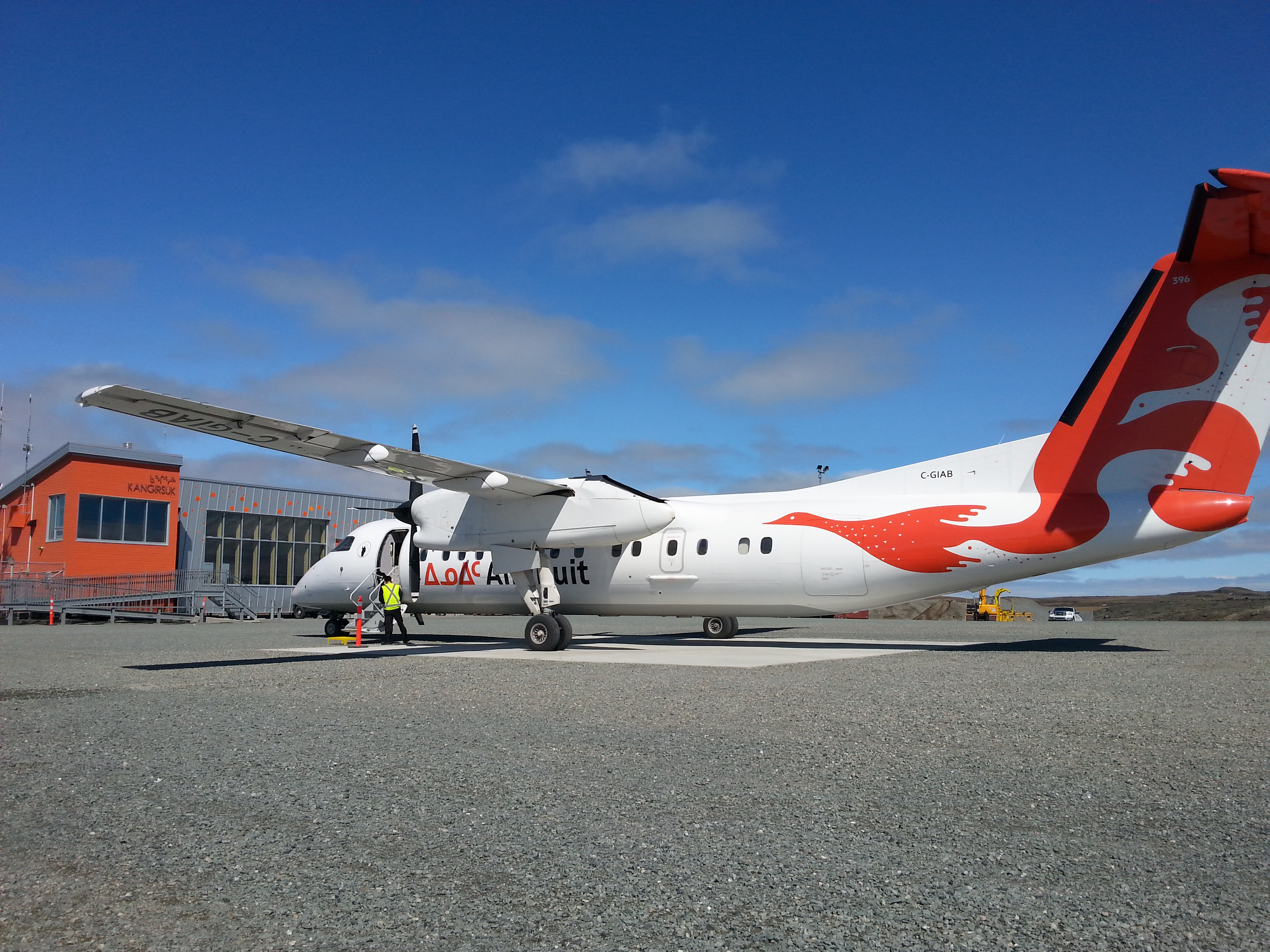
Dash 8-314 a l'aéroport de Kangirsuk

Air Inuit (Inuktitut: ᐃᓄᐃᑦ ᖃᖓᑦᑕᔪᖏᑦ, code AITA : 3H ; code OACI : AIE) est une compagnie aérienne du Canada, fondée en 1978 et desservant principalement les 14 communautés villageoises du Nunavik, et les reliant à Montréal, Québec et Sept-Îles. Son siège social est à Montréal. L'originalité de cette compagnie est qu'elle constitue une propriété collective des Inuits du Nunavik de par leur participation à la Société Makivik, créée à la suite de la convention de la Baie-James et du Nord québécois pour administrer les avantages qu'en recevaient les Inuits. Air Inuit a son propre terminal à l’aéroport de Montreal (YUL)
Le premier aéronef d'Air Inuit était un DHC-2 Beaver.

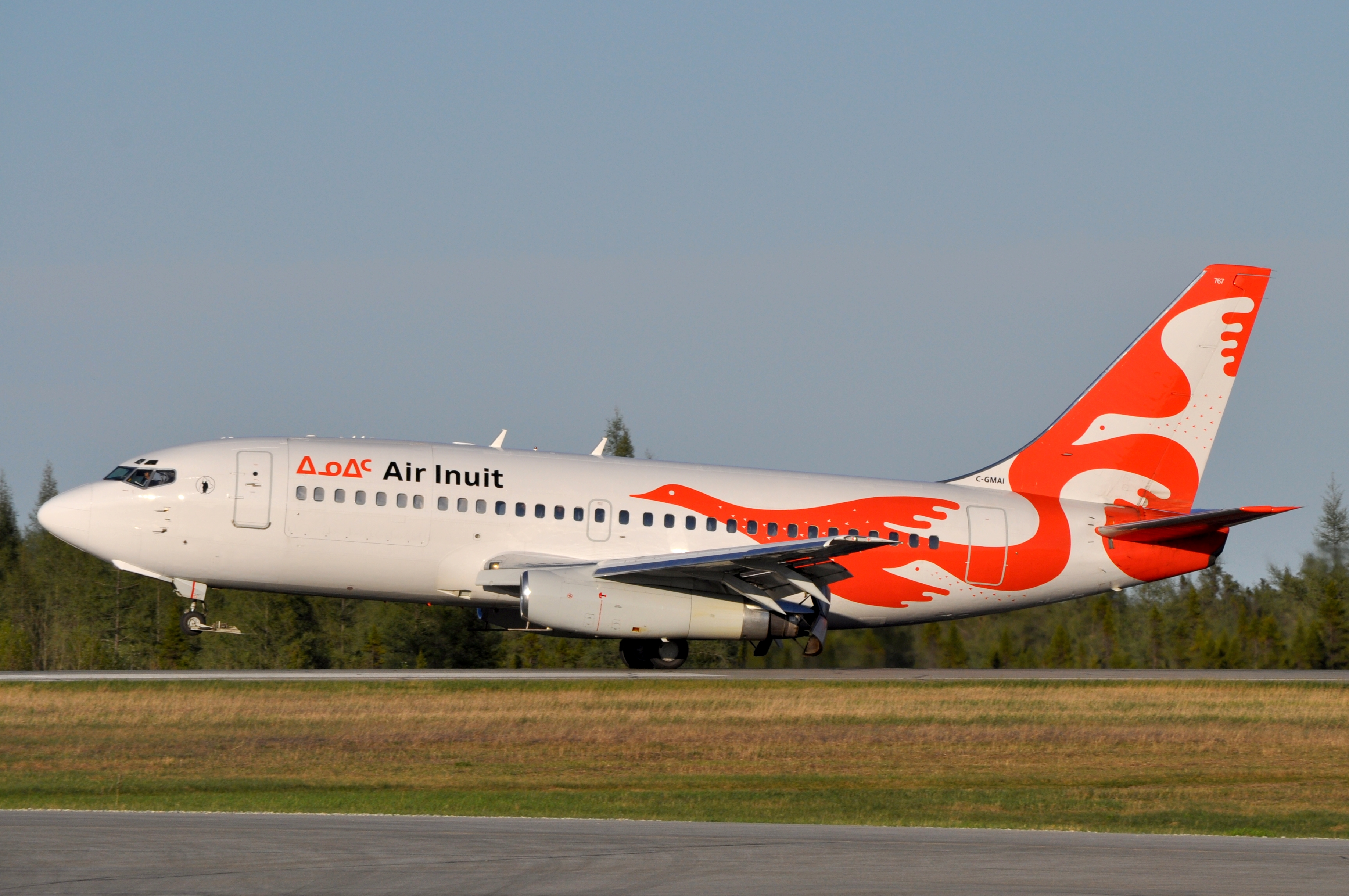
Un des Boeing 737-200 d'Air Inuit, arborant la nouvelle livrée de la compagnie.

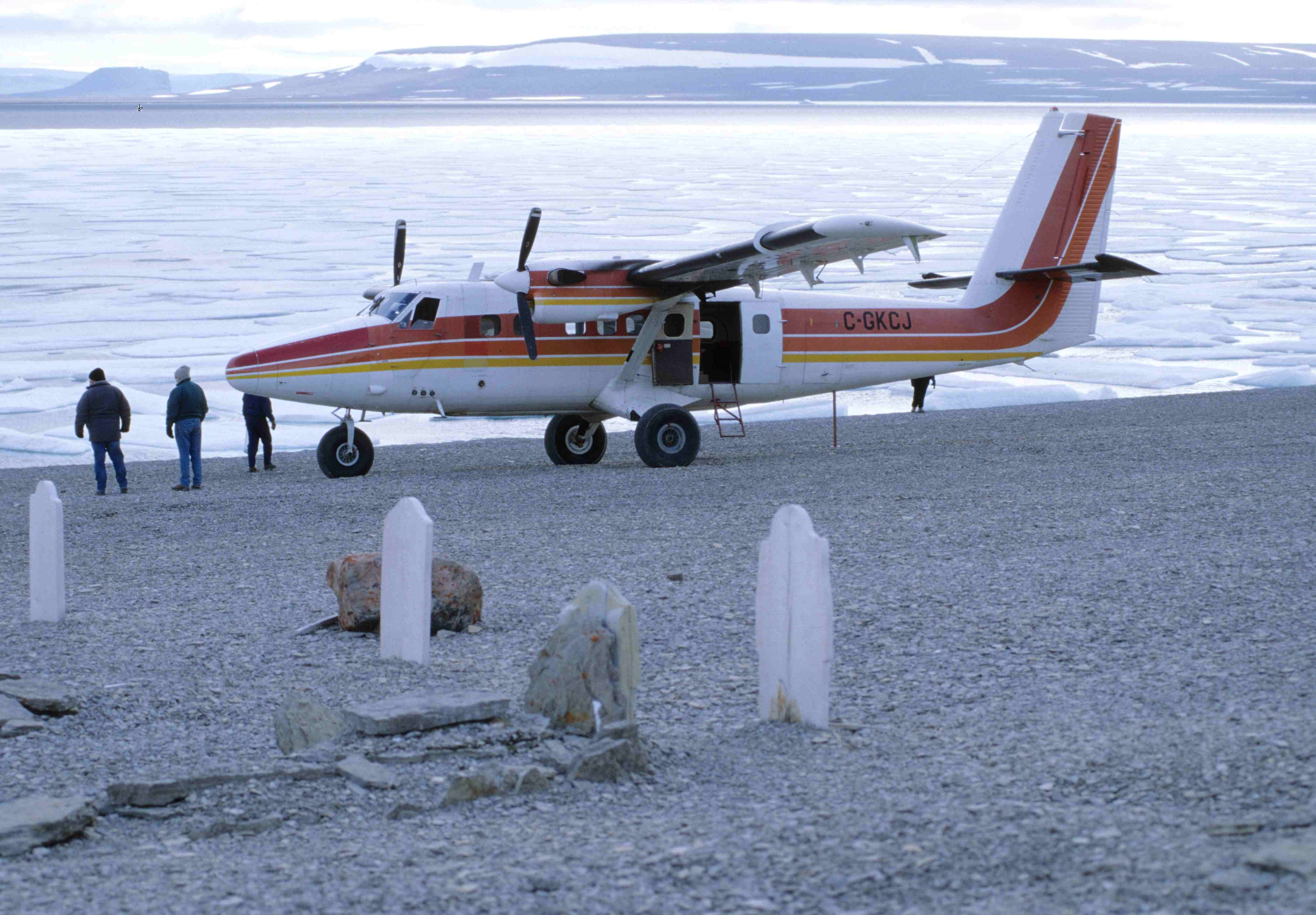
Un DH-6 (C-GKCJ) à l'île Beechey au cimetière des marins de l'Expédition Franklin

## Destinations
Air Inuit se rend aux endroits suivants sur une base régulière :
| \| 100 km1:14 335 000 \| Wabush Sanikiluaq Akulivik Aupaluk Inukjuak Ivujivik Kangiqsualujjuaq Kangiqsujuaq Kangirsuk Kuujjuaq Kuujjuarapik Radisson · Grande-Rivière Montréal Puvirnituq Quaqtaq Québec Salluit Schefferville Sept-Îles Tasiujaq Umiujaq |
| 100 km1:14 335 000 |

### Vols programmés
- Nunavut
  - Sanikiluaq - Aéroport de Sanikiluaq

- Québec
  - Akulivik - Aéroport d'Akulivik
  - Aupaluk - Aéroport d'Aupaluk
  - Inukjuak - Aéroport d’Inukjuak
  - Ivujivik - Aéroport d'Ivujivik
  - Kangiqsualujjuaq - Aéroport de Kangiqsualujjuaq
  - Kangiqsujuaq - Aéroport de Kangiqsujuaq
  - Kangirsuk Aéroport de Kangirsuk
  - Kuujjuaq - Aéroport de Kuujjuaq
  - Kuujjuarapik - Aéroport de Kuujjuarapik
  - Radisson - Aéroport de Radisson Grande-Rivière
  - Montréal - Aéroport international Pierre-Elliott-Trudeau de Montréal
  - Puvirnituq - Aérodrome de Puvirnituq
  - Quaqtaq - Aéroport de Quaqtaq
  - Québec - Aéroport international Jean-Lesage de Québec
  - Salluit - Aéroport de Salluit
  - Schefferville - Aéroport de Schefferville
  - Sept-Îles - Aéroport de Sept-Îles
  - Tasiujaq - Aéroport de Tasiujaq
  - Umiujaq - Aéroport d'Umiujaq

### Vols nolisés
- Kattiniq (via Val-d'Or) - Nunavik Nickel (Canadian Royalties)

Air Inuit offre aussi des vols nolisés partout au Canada, aux États-Unis et Groenland.

## Flotte
En avril 2025, Air Inuit opérait les 35 aéronefs suivants (avec 162 pilotes) selon le registre de Transport Canada: